# Nortkerque
Nortkerque település Franciaországban, Pas-de-Calais megyében. Lakosainak száma 1753 fő (2022. január 1.). Nortkerque Offekerque, Zutkerque, Nielles-lès-Ardres, Ardres, Audruicq, Guemps és Nouvelle-Église községekkel határos.

## Népesség
A település népességének változása:
| Lakosok száma | 1629 | 1633 | 1647 | 1613 | 1656 | 1700 | 1743 | 1751 | 1753 |
|               | 2013 | 2015 | 2016 | 2017 | 2018 | 2019 | 2020 | 2021 | 2022 |